# Serhiy Zhuravlyov
Serhiy Zhuravlyov (en ucraniano: Сергій Миколайович Журавльов; en ruso: Сергей Николаевич Журавлёв; Brianka, RSS de Ucrania; 24 de abril de 1959-4 de marzo de 2025) fue un futbolista ucraniano que jugó en la posición de defensa.

## Carrera

### Club
| Periodo   | Club                     | Apariciones | Goles |
| --------- | ------------------------ | ----------- | ----- |
| 1977-1978 | FC Zorya Luhansk         | 12          | 0     |
| 1979-1984 | FC Dynamo Kyiv           | 127         | 2     |
| 1985      | FC Shakhtar Donetsk      | 12          | 0     |
| 1986      | FC Metalist Kharkiv      | 4           | 0     |
| 1986      | Nistru Chişinău          | 20          | 1     |
| 1987      | FC Podillya Khmelnytskyi | 5           | 0     |
| 1987      | FC Zorya Luhansk         | 23          | 1     |
| 1988      | FC Dnipro Cherkasy       | 15          | 0     |

### Selección nacional
A nivel de selecciones menores fue campeón del Campeonato de Europa de la UEFA Sub-21 de 1980 jugando para Unión Soviética donde ganó la final ante Alemania Democrática. Jugó para Ucrania en dos ocasiones en 1979.

## Logros

### Club
- Primera División de la Unión Soviética (2): 1980, 1981
- Copa de la Unión Soviética (1): 1982
- Supercopa de la Unión Soviética (1): 1981

### Selección nacional
- Campeonato de Europa de la UEFA Sub-21 (1): 1980